# Colin Stephenson Pittendrigh
Colin Stephenson Pittendrigh (Whitley Bay, Northumberland, Inglaterra,
1918 - Bozeman, Gallatin, Montana, 1996) fue un botánico británico que produjo variadas investigaciones en el Imperial College of Tropical Agriculture, de Trinidad y Tobago, y fue profesor de biología en la Universidad de Princeton. Desarrolló, al lado de Jürgen Aschoff e Erwin Bünning, el campo de la cronobiología.

## Biografía
Tenía ancestros gaélico-escoceses. Obtuvo el B.Sc. por la Universidad de Durham, y el Ph.D. por la Universidad de Columbia

## Algunas publicaciones
- george gaylord Simpson, colin stephenson Pittendrigh, lewis hanford Tiffany. 1958.  Life. An introduction to biology. Ed. Routledge & Kegan Paul. 14 pp.

### Libros
- 1947.  Some aspects of polyploidy in the genus musa. Ed. Imperial College of Tropical Agric. 178 pp.
- 1950.  The Bromeliad - Anopheles - malaria complex in Trinidad, BWI. Ed. Columbia Univ. 31 pp.
- colin stephenson Pittendrigh, wolf Vishniac, j.p.t. Pearman1966. Biology and the exploration of Mars: report of a study. Nº 1296 de Publication (National Research Council (U.S.). 516 pp.leer
- elie a. Shneour, eric a. Ottesen, colin stephenson Pittendrigh. 1966. Extraterrestrial life: an anthology and bibliography. Publicación 1296A: National Research Council (U.S.). 478 pp.leer
- 1976. Circadian oscillations and organization in nervous systems (Oscilaciones circadianas y la organización en el sistema nervioso). 108 pp. ISBN 0-262-66024-5

- La abreviatura «Pittendr.» se emplea para indicar a Colin Stephenson Pittendrigh como autoridad en la descripción y clasificación científica de los vegetales.[2]